# RxJS
RxJS ist eine Programmbibliothek für Reaktive Programmierung.
Dabei wird asynchron und Event-basiert mittels Observable Sequences und LINQ-artigen Abfrage-Operatoren programmiert.
Daten-Sequenzen können verschiedenste Formen wie Datenströme aus Dateien oder von Webservices, Webservice-Anfragen, System-Benachrichtigungen oder eine Serie von Ereignissen wie Benutzereingaben annehmen.
Reactive Extensions präsentiert all diese Daten-Sequenzen als Observable Sequences. Eine Anwendung kann sich bei diesen Observable Sequences registrieren, um asynchrone Benachrichtigungen zu erhalten, wenn neue Daten eintreffen.